# Národní park Dolomiti Bellunesi
Národní park Bellunéské Dolomity (italsky Parco nazionale delle Dolomiti Bellunesi) leží na severovýchodě Itálie, v Benátském regionu, v provincii Belluno. Bellunéské Dolomity jsou součástí pohoří Dolomity, respektive Východních Dolomit. K Bellunéským Dolomitům náleží horské masivy Alpi Feltrine, Monti del Sole, Schiara, Talvéna, Prampèr a Spiz di Mezzodì. Centrem oblasti je menší město Belluno.